# Wer sagt denn das?
Wer sagt denn das? ist das 2019 erschienene, siebte Studioalbum der deutschen Hamburger Hip-Hop- und Electropunk-Formation Deichkind.

## Hintergrund
Am Album wirkten als Gastsänger unter anderem Jan Böhmermann, Bela B., Joey Bargeld, Alexander Marcus und Olli Schulz sowie als Gastsongtexter unter anderem Das Bo und Rocko Schamoni mit. In den Musikvideos zu den Liedern Richtig gutes Zeug, Keine Party und Dinge spielte Schauspieler und DJ Lars Eidinger mit.
Der Titel „#wsdd“ ist ein Ausschnitt aus Staffel 1 Folge 1 der deutsch-luxemburgischen Fernsehserie „Bad Banks“ und ist Teil eines Gesprächs zwischen dem Leipziger Oberbürgermeister Peter Schultheiß (gespielt von Jörg Schüttauf) und Helmut Markwart (gespielt von Rainer Furch).

## Rezeption
In der Bayern 2-Sendung Zündfunk wurde Wer sagt denn das? als „das bislang politischste Album“ von Deichkind bezeichnet. Susanne Birkner von NDR Info meinte, dass sich Deichkind bei diesem Album „noch stärker als sonst zwischen den Polen Hedonismus und Gesellschaftskritik, zwischen Feiern und der Kritik am Feiern“ bewege. Die NDR-Fernsehsendung Kulturjournal sagte, dass es auf dem Album alles gebe: „Gesellschaftskritik, Quatsch und Party.“ Manuel Berger von laut.de schrieb, dass es wie andere Alben von Deichkind „hervorragend produzierte Unterhaltungsmusik mit Texten zwischen infantilem Slapstick-Humor und subtil eingearbeiteter Intellektualität“ biete. Die Musikkritikerin Philine Sauvageot vom SWR 2 äußerte, dass das Album nach dem „sehr kritischen und gut gemachten „Wer sagt denn das?““ abflache.
FragDenStaat coverte Ende 2020 den Titelsong.

## Titelliste
| #  | Titel                | Gastmusiker                  | Länge |
| -- | -------------------- | ---------------------------- | ----- |
| 1  | #wsdd                |                              | 0:09  |
| 2  | Wer sagt denn das?   |                              | 3:12  |
| 3  | 1000 Jahre Bier      | Till Lindemann               | 4:00  |
| 4  | Dinge                | Joey Bargeld                 | 3:31  |
| 5  | Cliffhänger          |                              | 3:52  |
| 6  | Keine Party          | Bela B. & Felix Brummer      | 5:34  |
| 7  | Knallbonbon          |                              | 3:45  |
| 8  | Bude voll People     |                              | 3:39  |
| 9  | Endlich autonom      |                              | 4:27  |
| 10 | Gewinne Gewinne      |                              | 2:07  |
| 11 | Party 2              | Alexander Marcus             | 3:31  |
| 12 | Richtig gutes Zeug   |                              | 2:52  |
| 13 | Quasi                | Jan Böhmermann & Olli Schulz | 4:04  |
| 14 | Powerbank            | Maurice Summen               | 3:48  |
| 15 | Ich bin ein Geist    |                              | 1:05  |
| 16 | Sonate in f-Doll     |                              | 5:12  |
| 17 | Alles außer Sunshine | Charlotte Brandi             | 2:41  |
| 18 | Wo’s das Feuer?      |                              | 2:41  |